# Barcellona Pozzo di Gotto
Barcellona Pozzo di Gotto (Barcillona en siciliano) es un municipio italiano de la provincia de Mesina (Sicilia). Cuenta con una población de unos 41.293 habitantes. Es el municipio más grande y poblado de la provincia de Mesina después de la capital. 

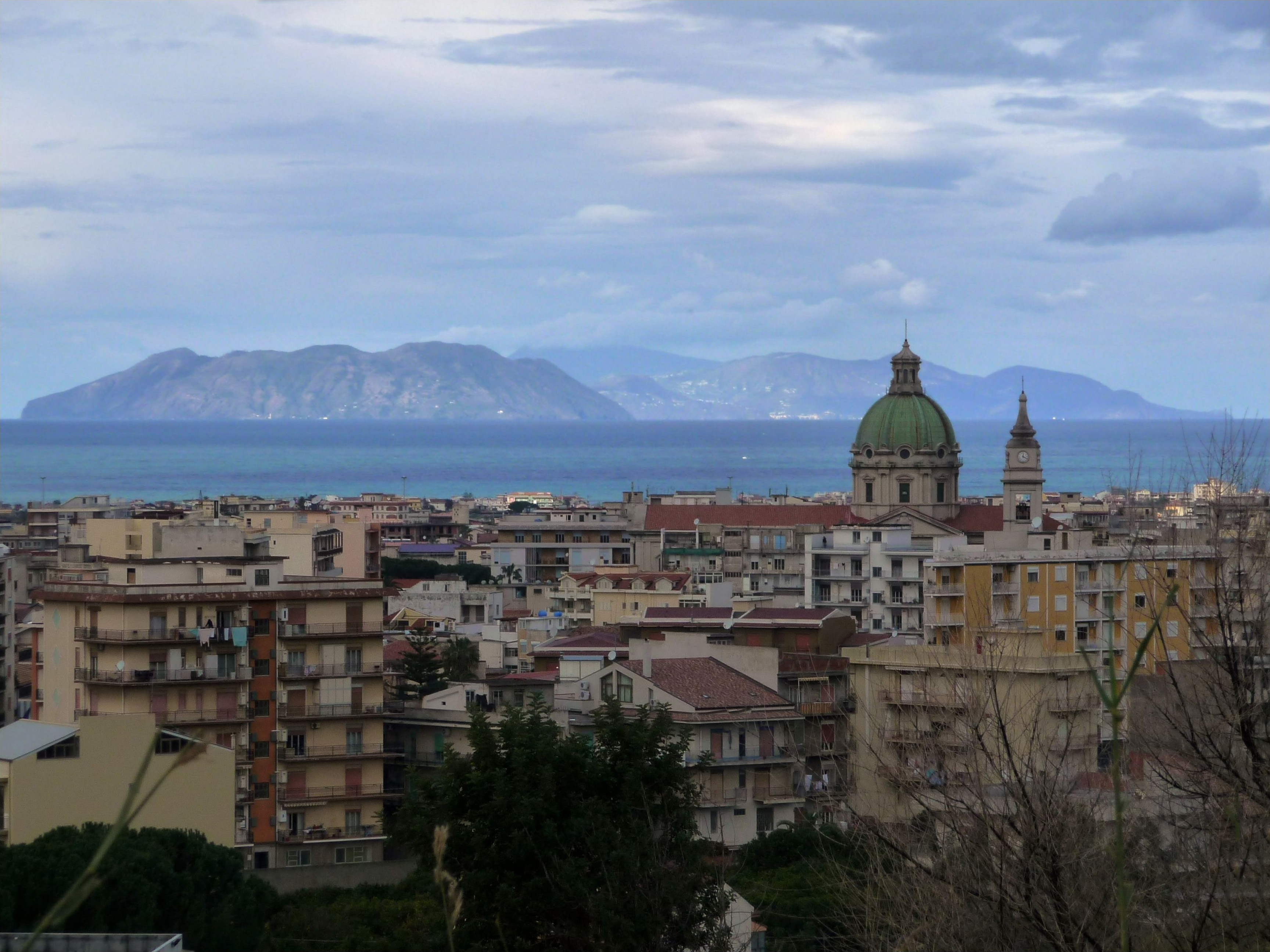
Barcellona Pozzo di Gotto.

Ubicación de la ciudad de Barcellona Pozzo di Gotto dentro de la provincia de Mesina.

## Evolución demográfica
| Gráfica de evolución demográfica de Barcellona Pozzo di Gotto entre 1861 y 2001 |
|                                                                                 |
| Fuente ISTAT - Elaboración gráfica por parte de Wikipedia                       |